# Baoquanshan
Baoquanshan är en köping i Kina. Den ligger i provinsen Jilin, i den nordöstra delen av landet, omkring 320 kilometer sydost om provinshuvudstaden Changchun. Antalet invånare är 5 056. Befolkningen består av 2 475 kvinnor och 2 581 män. Barn under 15 år utgör 14,0 %, vuxna 15-64 år 76 %, och äldre över 65 år 8,0 %.
Runt Baoquanshan är det ganska glesbefolkat, med 27 invånare per kvadratkilometer. Närmaste större samhälle är Badaogou, 15,9 km väster om Baoquanshan. I omgivningarna runt Baoquanshan växer i huvudsak blandskog.
Genomsnittlig årsnederbörd är 1 028 millimeter. Den regnigaste månaden är juli, med i genomsnitt 307 mm nederbörd, och den torraste är januari, med 14 mm nederbörd.